# Erich Brammen
Erich Brammen (* 17. März 1904 in Inden; † 10. Januar 1932 in Hangzhou (China)) war ein deutscher Flugpionier.
Brammen war Sohn eines Molkereibesitzers und selbst ausgebildeter Molkerei-Fachmann. Nach dem Besuch einer Fortbildungsschule wurde er Mechaniker und schloss diese Ausbildung als Zivilingenieur ab. 1927 wurde er Flugschüler bei den Raab-Katzenstein-Flugzeugwerken in Kassel. Dort erwarb er den Flugschein A. Bei der Deutschen Verkehrsfliegerschule in Berlin-Staaken legte er die Prüfungen für die Flugscheine B und C ab. 1930 kamen die Lizenzen für Seefliegerei, Kunst- und Instrumentenflug dazu.
Brammen flog für alle Zwecke und alle Flugzeugtypen. So arbeitete er als Schädlingsbekämpfungsflieger, Postflieger, Flugzeugüberführer und vieles mehr. Er plante mit Hans Bertram einen Weltflug in vier Etappen:
1. Berlin–Tokio
2. Tokio–San Francisco
3. San Francisco–New York
4. New York–Berlin

1931 ging Brammen aber nach China, so dass Bertram den geplanten Flug aussetzte. Er startete nach Brammers Tod im Jahr 1932 zum Weltflug mit einem anderen Copiloten.
In China bildete Brammen als erster deutscher Fluglehrer Chinas auf Flugzeugen der Firma Junkers Flugzeug- und Motorenwerke aus Dessau eine chinesische Fliegertruppe aus, die für ein Tochterunternehmen der Lufthansa dort ein Liniennetz aufbauen sollte. Er schulte auch militärische Piloten.
Brammen wurde auf dem Hungjao-Road-Friedhof in Shanghai beerdigt.